# Maizières-lès-Metz
Maizières-lès-Metz és un municipi francès, situat al departament del Mosel·la i a la regió del Gran Est. L'any 2007 tenia 10.237 habitants.

## Demografia

### Població
El 2007 la població de fet de Maizières-lès-Metz era de 10.237 persones. Hi havia 3.963 famílies, de les quals 1.053 eren unipersonals (408 homes vivint sols i 645 dones vivint soles), 1.136 parelles sense fills, 1.406 parelles amb fills i 368 famílies monoparentals amb fills.
La població ha evolucionat segons el següent gràfic:
Habitants censats

### Habitatges
El 2007 hi havia 4.193 habitatges, 4.026 eren l'habitatge principal de la família, 7 eren segones residències i 160 estaven desocupats. 2.451 eren cases i 1.666 eren apartaments. Dels 4.026 habitatges principals, 2.511 estaven ocupats pels seus propietaris, 1.442 estaven llogats i ocupats pels llogaters i 73 estaven cedits a títol gratuït; 60 tenien una cambra, 223 en tenien dues, 855 en tenien tres, 1.048 en tenien quatre i 1.840 en tenien cinc o més. 2.769 habitatges disposaven pel capbaix d'una plaça de pàrquing. A 1.950 habitatges hi havia un automòbil i a 1.492 n'hi havia dos o més.

### Piràmide de població
La piràmide de població per edats i sexe el 2009 era:
| Homes | Edats   | Dones |
| ----- | ------- | ----- |
| 4     | 95 o +  | 4     |
| 4     | 90 a 94 | 20    |
| 16    | 85 a 89 | 72    |
| 52    | 80 a 84 | 76    |
| 88    | 75 a 79 | 180   |
| 172   | 70 a 74 | 192   |
| 220   | 65 a 69 | 252   |
| 292   | 60 a 64 | 232   |
| 260   | 55 a 59 | 244   |
| 264   | 50 a 54 | 272   |
| 316   | 45 a 49 | 304   |
| 376   | 40 a 44 | 328   |
| 428   | 35 a 39 | 484   |
| 352   | 30 a 34 | 364   |
| 364   | 25 a 29 | 276   |
| 208   | 20 a 24 | 248   |
| 320   | 15 a 19 | 312   |
| 368   | 10 a 14 | 356   |
| 332   | 5 a 9   | 316   |
| 232   | 0 a 4   | 176   |

## Economia
El 2007 la població en edat de treballar era de 6.606 persones, 4.698 eren actives i 1.908 eren inactives. De les 4.698 persones actives 4.111 estaven ocupades (2.280 homes i 1.831 dones) i 587 estaven aturades (254 homes i 333 dones). De les 1.908 persones inactives 486 estaven jubilades, 674 estaven estudiant i 748 estaven classificades com a «altres inactius».

### Ingressos
El 2009 a Maizières-lès-Metz hi havia 4.203 unitats fiscals que integraven 10.686 persones, la mediana anual d'ingressos fiscals per persona era de 16.587 €.

### Activitats econòmiques
Dels 313 establiments que hi havia el 2007, 8 eren d'empreses extractives, 6 d'empreses alimentàries, 1 d'una empresa de fabricació de material elèctric, 1 d'una empresa de fabricació d'elements pel transport, 17 d'empreses de fabricació d'altres productes industrials, 46 d'empreses de construcció, 66 d'empreses de comerç i reparació d'automòbils, 14 d'empreses de transport, 21 d'empreses d'hostatgeria i restauració, 5 d'empreses d'informació i comunicació, 16 d'empreses financeres, 14 d'empreses immobiliàries, 34 d'empreses de serveis, 32 d'entitats de l'administració pública i 32 d'empreses classificades com a «altres activitats de serveis».
Dels 102 establiments de servei als particulars que hi havia el 2009, 1 era una oficina d'administració d'Hisenda pública, 1 gendarmeria, 1 oficina de correu, 6 oficines bancàries, 3 funeràries, 9 tallers de reparació d'automòbils i de material agrícola, 1 taller d'inspecció tècnica de vehicles, 3 autoescoles, 6 paletes, 7 guixaires pintors, 4 fusteries, 11 lampisteries, 4 electricistes, 3 empreses de construcció, 14 perruqueries, 4 veterinaris, 1 agència de treball temporal, 12 restaurants, 7 agències immobiliàries, 3 tintoreries i 1 saló de bellesa.
Dels 19 establiments comercials que hi havia el 2009, 2 eren supermercats, 2 botiges de menys de 120 m², 6 fleques, 1 una fleca, 1 una peixateria, 1 una botiga de roba, 1 una botiga d'electrodomèstics, 2 drogueries i 3 floristeries.
L'any 2000 a Maizières-lès-Metz hi havia 4 explotacions agrícoles.

## Equipaments sanitaris i escolars
El 2009 hi havia 1 psiquiàtric, 3 farmàcies i 1 ambulància.
El 2009 hi havia 6 escoles maternals i 4 escoles elementals. Maizières-lès-Metz disposava d'un col·legi d'educació secundària amb 677 alumnes.

## Poblacions més properes
El següent diagrama mostra les poblacions més properes.